# Wagoner County
Wagoner County är ett administrativt område i delstaten Oklahoma, USA, med 57 491 invånare. Den administrativa huvudorten (county seat) är Wagoner. 

## Geografi
Enligt United States Census Bureau så har countyt en total area på 1 531 km². 1 458 km² av den arean är land och 73 km² är vatten.

### Angränsande countyn
- Rogers County - nordväst
- Mayes County - nordost
- Cherokee County - öst
- Muskogee County - syd
- Tulsa County - väst